# Thomas Conway
Pour les articles homonymes, voir Conway.
Le comte Thomas Conway (1734-1796) était un soldat français originaire d'Irlande qui servit comme major-general dans l'armée américaine lors de la Guerre d'indépendance des États-Unis.

## Biographie
Conway est né en Irlande le 27 février 1734, mais a été éduqué en France. Lieutenant au service de la France dans le régiment de Close, à partir du 16 décembre 1747. Privé de son emploi le 21 avril 1751, il y fut rétabli le 1er août 1757. Fit la campagne d'Allemagne en 1760 et 1761. Aide-major le 1er mars 1763, capitaine le 25 mars 1765, major le 9 juillet 1769. Entré au régiment d'Anjou, le 26 avril 1775, il accompagna Lafayette en Amérique en 1777 en s'embarquant sur l'Amphitrite au Havre, armé par Beaumarchais et Montieu, le 14 décembre 1776.

### La guerre d'Indépendance américaine
Il arriva au grade de colonel, puis fut volontaire devant le Congrès pour rentrer au service de la cause américaine en 1777. Introduit par Silas Deane, le Congrès le nomma comme général de brigade le 13 mai, et l'envoya à George Washington.
Conway commande la brigade principale de l'aile droite américaine lors de la Bataille de Germantown, et a été justement félicité pour ses actions. Cependant, Washington s'est opposé à sa promotion au grade de major général.
L'attitude condescendante de Conway aboutit à l'affrontement continuel entre les hommes ; « homme ambitieux et dangereux » dit La Fayette. Il fut entraîné dans des intrigues qui avaient pour but d'opposer Horatio Gates et Lee à Washington, et justifia dans ces affaires la mauvaise opinion que ce dernier avait de lui.
Le Congrès Américain désigne cependant Conway comme major général en décembre 1777, et fait de lui un inspecteur général de l'armée.
Sa critique de Washington a été employée politiquement, et son nom a été utilisé pour décrire cet affrontement, connu donc sous le nom de cabale de Conway. Son rôle avait été mineur, mais il perdit son grade. Il tenta un stratagème qui avait fonctionné avant sa promotion, en soumettant sa démission au Congrès en mars 1778. Cette fois, elle est acceptée, et il est forcé de quitter l'armée.
John Cadwalader l'affronte dans un duel 22 juillet 1778. Rescapé, il écrit des excuses à Washington et retourne en France.

### L'océan Indien
À son retour en France il obtint le grade d'aide-major dans l'armée de Flandre, le 1er juillet 1779, et celui de  brigadier, le 1er mars 1780. Nommé colonel du Régiment de Pondichéry le 3 mars 1781 et maréchal de camp le 1er janvier 1784, le 9 mars 1787 il est nommé Gouverneur Général des établissements français dans l'Inde, ayant son siège à Pondichéry. Il s'y rendit très impopulaire par l'opposition qu'il y témoigna à l'évêque d'Adran, et parce qu'il était partisan de l'évacuation de l'Inde. Sur ses instances Pondichéry fut évacué en 1789 et l'Ile de France devint ainsi le chef-lieu des établissements français à l'Est du Cap de Bonne Espérance. Le 12 novembre 1789 il y arriva sur la Thétis, commandée par Macnemara, (q. v.) et en prit le gouvernement le 14.
C'est ainsi que le régiment irlandais Walsh de Serrant, commandé par Charles Joseph Walsh, qui résidait à l'Isle de France depuis décembre 1788 pour préparer une expédition en Cochinchine, regagne la France en 1790.
Lorsque la nouvelle de la Révolution parvint à l'Ile de France, le 31 janvier 1790, il se montra très hostile aux idées nouvelles et ne consentit à autoriser la formation d'une assemblée coloniale qu'à la dernière extrémité. Il organisa ensuite, avec l'aide de son compatriote Macnemara, un complot pour renverser l'assemblée. L'arrivée, le 17 juin 1790, d'un vaisseau porteur du décret de la Constituante du 8 mars précédent, qui créait un ordre nouveau aux colonies, fit heureusement avorter ce complot et, le jour-même, Conway et Macnemara durent faire amende honorable à la barre de l'assemblée. Forcé, le 29 juillet 1790, de livrer à l'assemblée sa correspondance et celle de ses prédécesseurs avec le Ministre de la Marine, il démissionna immédiatement et quitta la colonie à la fin de septembre sur la Nymphe.

### Le retour en France
De retour en France, il fut nommé, le 4 mars 1792, par les frères de Louis XVI, réfugiés à Coblentz, au commandement en chef de l'armée royaliste du Midi contre la Révolution française en 1793.
Après la mort de Saillans et la prise des châteaux de Banne et de Jalès, le Directoire de l'Ardèche ordonna l'arrestation, en attendant leur dénonciation à l'Assemblée Nationale de Conway et des principaux personnages impliqués dans cette affaire. Conway parvint à échapper à l'échafaud, car en 1803 il faisait paraître à Paris, chez Marchant, un Tableau religieux et politique de l'lndostan ou Précis historique des révolutions de l'Inde.
D'après Crone : Dictionary of Irish Biography, 1928, pp. 39-40. Autre version : Conway serait né en 1733 et serait revenu en Irlande et y serait resté jusqu'à sa mort en 1800.

### La Brigade Catholique Irlandaise
Conway était en Angleterre lorsque le ministre Pitt autorisa la création d'une Brigade Catholique Irlandaise au service de la Grande Bretagne. Six régiments la constituaient et les six colonels furent désignés le 15 novembre 1795 pour prendre rang le 1er octobre 1794. Le comte Thomas Conway a l'un des régiments et son frère le vicomte James Henry Conway en a un autre. Mais Thomas Conway meurt le 3 mars 1796 et son régiment est donné au vicomte de Walsh-Serrant. James-Henry Conway devient comte de Conway.

## Sources
- Frédéric Magnin : Mottin de la Balme, cavalier des deux mondes et de la liberté, L'Harmattan, Paris, 2005  (ISBN 2-7475-9080-1).
- Tugdual de Langlais, L'armateur préféré de Beaumarchais Jean Peltier Dudoyer, de Nantes à l'Isle de France, Éd. Coiffard, 2015, 340 p.  (ISBN 9782919339280).
- DBM (Dictionnaire de Biographie Mauricienne) Bio d'Auguste Toussaint, p. 40. Fascicule no 2, avril 1941.